# Грибництво
Вирощування грибів — галузь сільського господарства, що займається культивуванням і переробкою різних видів їстівних грибів (печериця, глива і інших) і виробництвом міцелію. В даний час розрізняють промислове грибництво (що включає культивування та переробку) і аматорське грибництво (що включає збиральництво дикорослих грибів).
Для розведення найкраще підходять сапротрофні гриби, для яких легко можна підібрати відповідний субстрат — удобрений ґрунт, деревину, тирсу, солому або гнойовий компост. Найчастіше вирощують ті види грибів, які плодоносні протягом тривалого сезону або цілий рік.

## Загальні відомості
Гриби не рослини, і потребують інших умов для оптимального росту. Рослини розвиваються за допомогою фотосинтезу, процесу що перетворює атмосферний діоксид вуглецю у вуглеводи, особливо в целюлозу. В той час як сонячне світло є джерелом енергії для рослин, гриби отримують всю свою енергію і матерію для росту з свого середовища росту, через біохімічний процес розкладання. Це не обов'язково означає, що світло не є необхідною умовою, оскільки деякі гриби використовують світло як сигнал для плодоношення. Проте всі матеріали для росту повинні бути присутніми в середовищі росту. Гриби добре ростуть при умовах вологості близьких до 95–100%, і рівня вологості підкладки від 50 до 75%.
Замість насіння, гриби розмножуються безстатевим шляхом за допомогою спор. Спори можуть заражатися мікроорганізмами, що переносяться повітрям і які будуть своєю дією перешкоджати росту гриба і здоровому розмноженню.
Грибниця, або активно зростаюча грибна культура, поміщається у субстрат—як правило стерилізовані зернові, такі як жито або просто—і зростають у цих зернах. Це називають інокуляцією. Інокульовані зерна називають ікрою. Використовувати спори є іще одним способом інокуляції, але це менш розвинутий і менш надійних шлях ніж використовувати міцелій. Оскільки вони теж легко заражаються, їх використовують лише в лабораторних умовах .

## Техніки
Всі технології вирощування грибів, потребують правильного поєднання вологості, температури, субстрату (середовища росту) і інокуляту (ікри чи стартової культури). 

### Вирощування на дворі

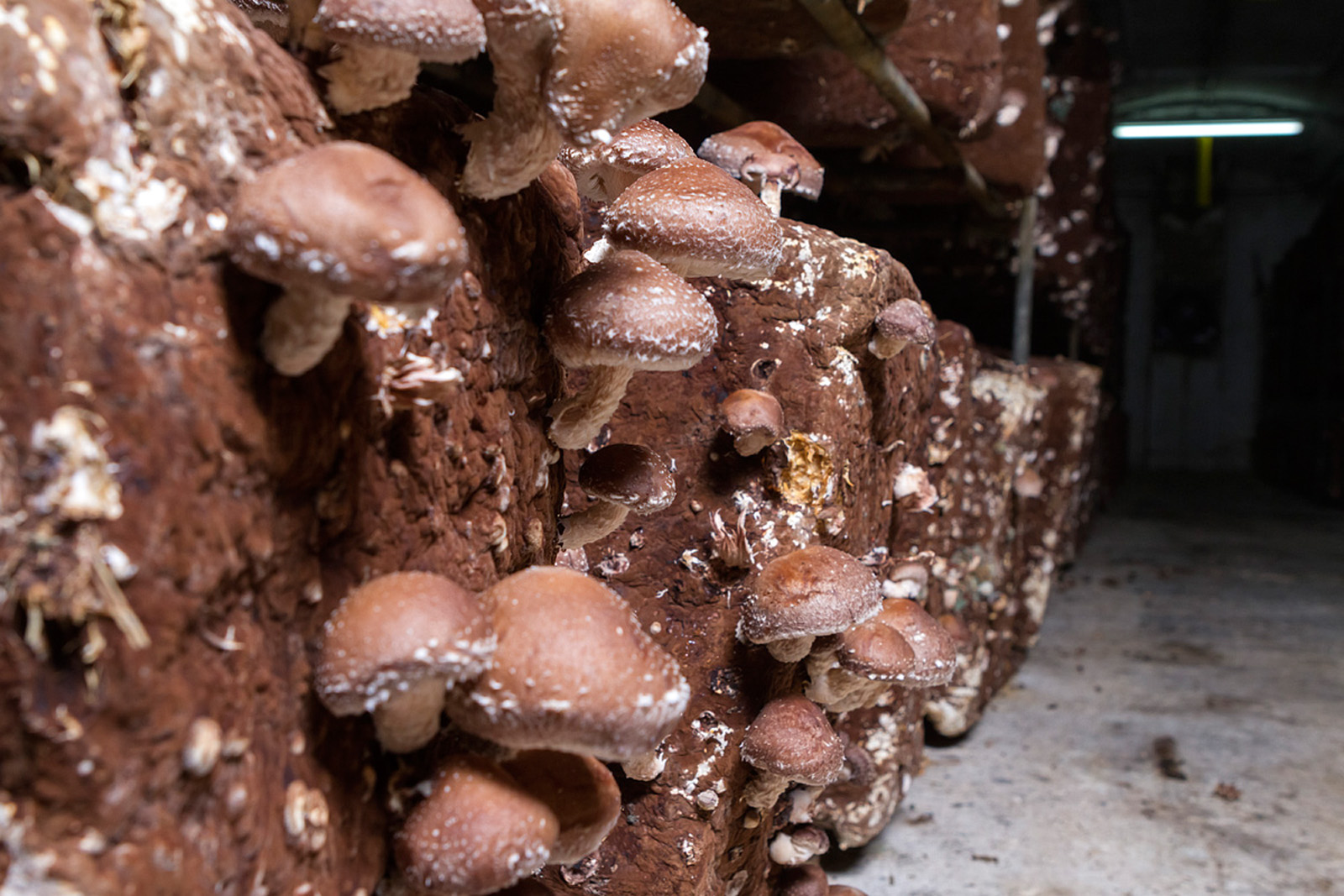
Культивовані гриби шіїтаке

Гриби можна вирощувати на колодах, що розміщуються на відкритому повітрі в стосах або купах, як це відбувається уже сотні років. При застосуванні такого методу стерилізацію не проводять. Оскільки таке вирощування може бути не прогнозоване і сезонне, менше ніж 5% комерційних грибів вирощуються таким чином.  Колоди інокулюють грибницями, а потім дозволяють зростати їм в умовах подібним до природних. Плодоношення, спричиняють сезонні зміни, або короткочасне змочування колод холодною водою. За технологією зовнішнього вирощування, традиційно вирощували шіїтаке і гливи, хоча натомість стали використовувати закрите вирощування в лотках із застосуванням штучних колод виготовлених із стисненого субстрату.

### Шість фаз культивації грибів
| Фаза                                      | Проміжок часу                                                                     | Температура                                                                                              | Процес(процедура) |
| ----------------------------------------- | --------------------------------------------------------------------------------- | --- | --- |
| 1. Фаза I компостування                   | 6–14 днів                                                                         | | Регуляція вмісту води і NH3 через мікробну дію. Додається добрива / добавки |
| 2. Фаза II компостування або пастеризація | 7–18 днів методом компостування, ~2 години на пастеризацію (теплова стерилізація) | | Зменшується кількість потенційно шкідливих мікробівs шляхом подальшого компостування або теплової стерилізації. Усувається небажаний NH3.                                                                          |
| 3. Стадія ікринок і ріст                  | 14–21 днів                                                                        | 24–27°C; має бути вище 23°C; для швидкого росту. має бути нижче 27–29°C аби уникнути пошкодження міцелію | Додається стартова культура. Дозволяється міцелію рости через субстрат (підкладка) і утворювати колонію. Залежить від розмірів субстрату і складу. Завершується коли грибниця поширилася по всьому шару підкладки. |
| 4. Укривання                              | 13–20 днів                                                                        | | Сприяє формуванню первороддя або грибних шпильок. Додається верхне накриття або покривало на колонізований субстрат. Удобрювання азотом збільшує врожай. Спричиняє утворення зародків                              |
| 5. Зародження                             | 18–21 днів                                                                        | | Раннє формування впізнаваних грибів із міцелію. Регулювання температури, вологості і вмісту CO2 впливатиме на кількість зародків і розмір грибів                                                                   |
| 6. Збір (Зрізання)                        | Повторюється циклами від 7- до 10-днів                                            | | Врожай |